# داویت هالاجیان
داویت ماراتی هالاجیان (ارمنی: Դավիթ Մարատի Հալաջյան؛ زادهٔ ۷ فوریهٔ ۱۹۶۲) آهنگساز و موسیقی‌شناس اهل ارمنستان است.

## زندگی‌نامه
وی در ۷ فوریه ۱۹۶۲ در ایروان به دنیا آمد و از فارغ‌التحصیل گشت. وی برنده جوایزی همچون مدال موسس خورناتسی و مدال طلای وزارت فرهنگ جمهوری ارمنستان است.